# Ramize Erer
Ramize Erer (prononcé [ɾa:.mi.zɛ ɛɾ.ɛɾ]), née le 4 janvier 1963 à Kırklareli en Turquie, est une dessinatrice turque. Elle vit, depuis 2007, à Paris où elle est correspondante-caricaturiste du journal Karşı. De sensibilité féministe, elle est l'une des caricaturistes les plus connues en Turquie. Le quotidien Le Monde lui consacre un portrait en 2009.

## Prix et récompenses
Elle reçoit le prix « Couilles au cul », qui récompense le courage des dessinateurs de presse, au Festival d'Angoulême 2017.